# Argenteuil (målning)
Argenteuil är en oljemålning av den franske konstnären Édouard Manet från 1874. Målningen ingår i Musée des Beaux-Arts samlingar i Tournai. 
På 1870-talet blev Manet allt mer influerad av sina yngre konstnärskollegor Claude Monet och Auguste Renoir. Hans paljett ljusnade, färgerna blev kraftfullare och stilen mer impressionistisk. Sommaren 1874 tillbringade Manet i Gennevilliers och passade då på att besöka Monet som var bosatt i den närbelägna orten Argenteuil som låg nordväst om Paris, nedströms utmed Seine. 
Målningen visar ett par som sitter utmed Seine. Bebyggelsen i Argenteuil syns i bakgrunden. Troligen är det Manet svåger Rodolphe Leenhoff som suttit modell för mannen, liksom i Manets samtida målning En bateau (Metropolitan Museum of Art). Vem kvinnan är i de båda målningarna är inte känt.
Sommaren 1874 var en produktiv period för Manet. Förutom Argenteuil målade han även Claude Monet målar i sin ateljébåt och Seine vid Argenteuil. I förhållande till Argenteuil är "Claude Monet målar i sin ateljébåt" betydligt mer skissartad, sannolikt eftersom Manet hade för avsikt att anpassa den förra till smaken hos juryn på Parissalongen. Argenteuil ställdes också ut på salongen 1875. Den är målad på plats (plein air), men avslutades i ateljé.

## Samtida Manetmålningar

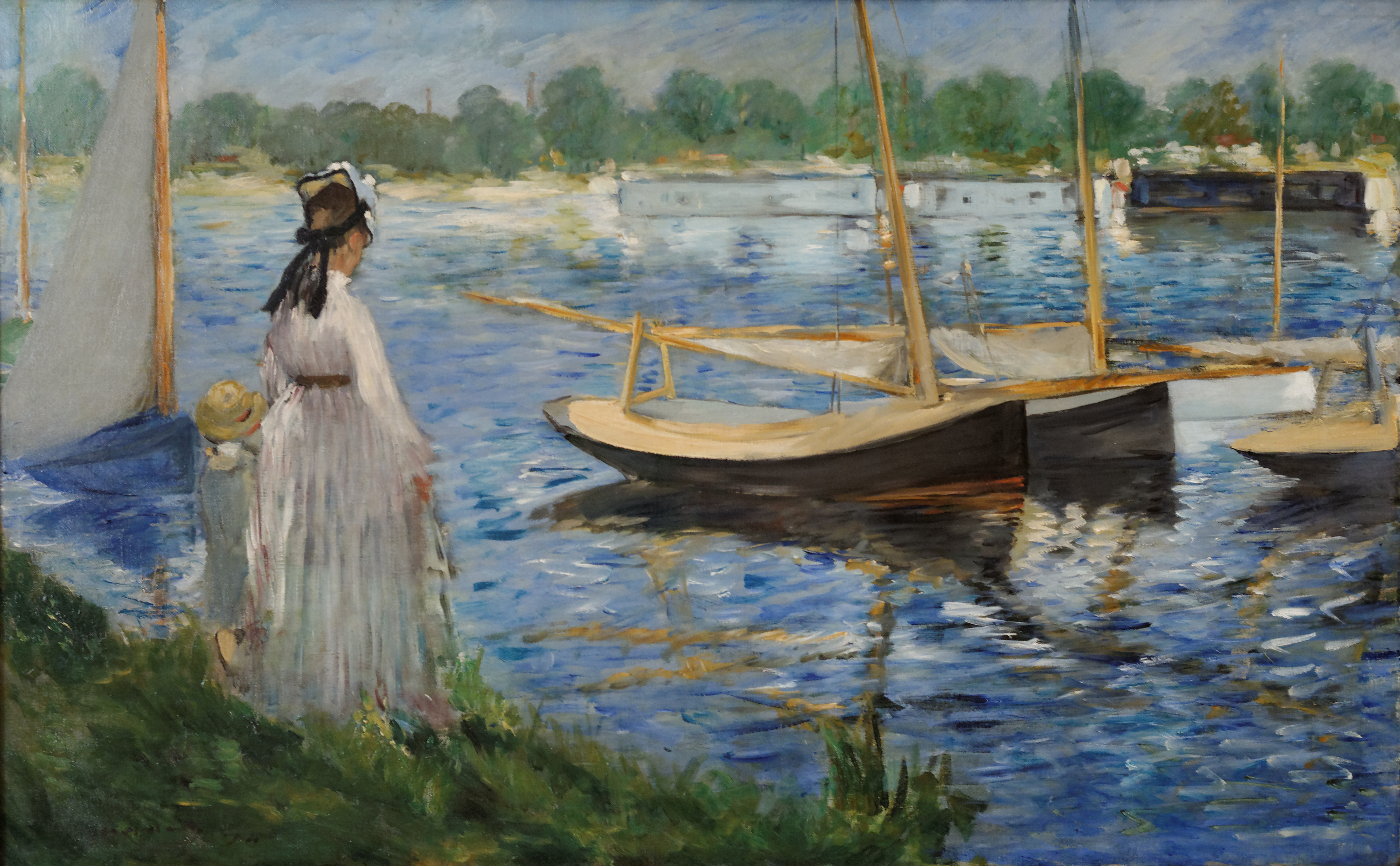
Manets Seine vid Argenteuil, 1874, Courtauld Gallery.
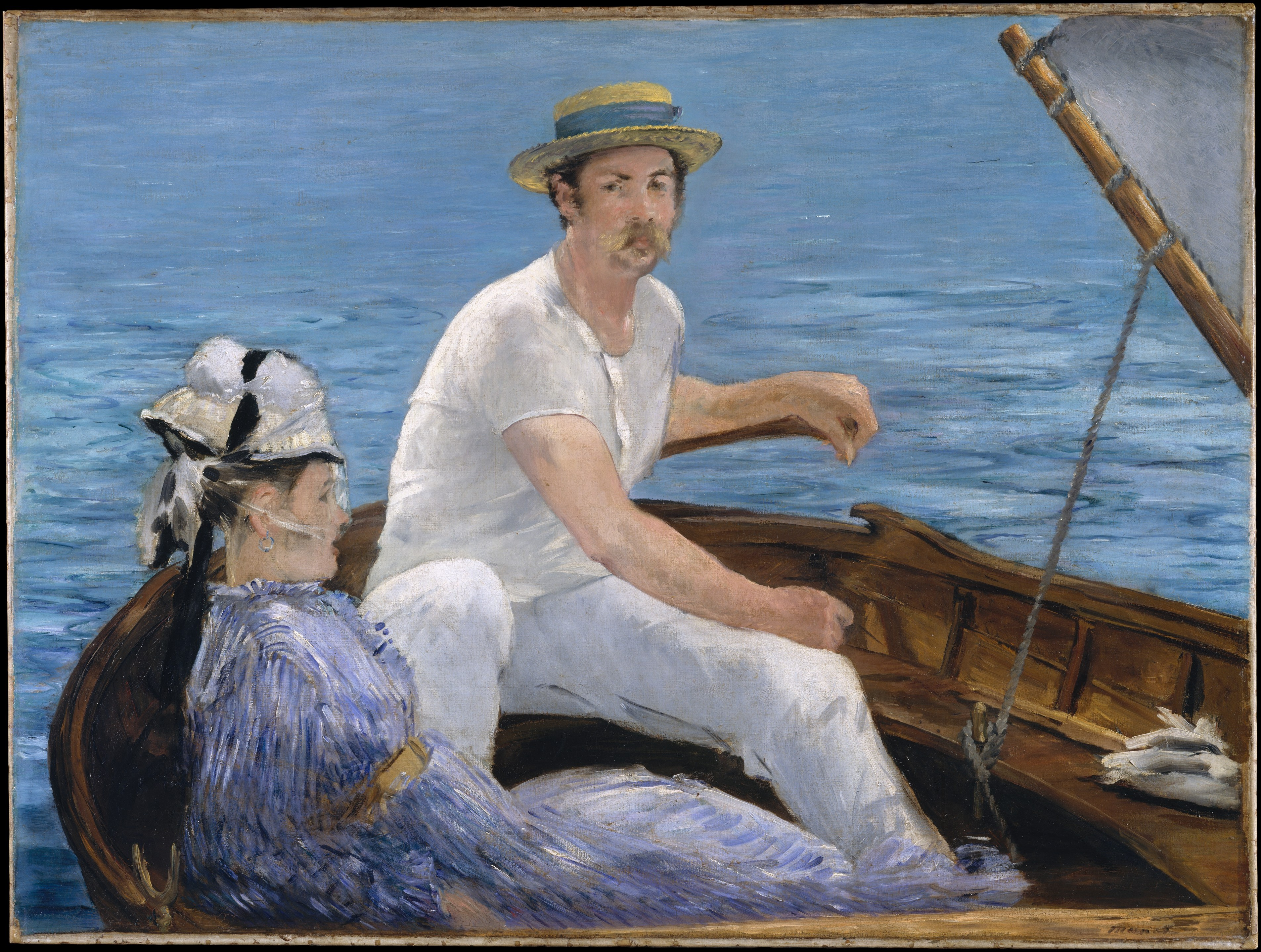
Manets En bateau (1874), Metropolitan Museum of Art.